# Jaktorów-Kolonia
Jaktorów-Kolonia (prononciation : [jakˈtɔruf kɔˈlɔɲa]) est un village polonais de la gmina de Jaktorów dans le powiat de Grodzisk Mazowiecki de la voïvodie de Mazovie dans le centre-est de la Pologne.
Il se situe à proximité de Jaktorów (siège de la gmina), 8 kilomètres à l'ouest de Grodzisk Mazowiecki (siège du powiat) et à 37 kilomètres au sud-ouest de Varsovie (capitale de la Pologne).
Le village possède approximativement une population de 514 habitants en 2006.

## Histoire
De 1975 à 1998, le village appartenait administrativement à la voïvodie de Skierniewice.